# Coelogynopora birostrata
Coelogynopora birostrata är en plattmaskart som beskrevs av Tajika 1978. Coelogynopora birostrata ingår i släktet Coelogynopora och familjen Coelogynoporidae. Inga underarter finns listade i Catalogue of Life.